# Jannike Kruse
Jannike Kruse Jåtog, född 16 juni 1975 i Oslo, är en norsk sångare och skådespelare, dotter till Bjørn Kruse och Gro Shetelig.
Kruse utbildade sig vid Norges musikkhøgskole och vid Teater- och operahögskolan i Göteborg. Hon debuterade 1991 i tv-serien Thygesen men är mest känd från musikaler. Hon har spelat Sonja i Resan till julstjärnan (Nationaltheatret 1994–1995), Nancy Drew i musikalen Den syngende Frk Detektiv (Fredrikstad 2001, Centralteatret 2002) och titelrollen i Annie Get Your Gun (Riksteatret 2002). Hon medverkade även i Det Norske Teatrets Musical Musikal 2003, som också visades i norsk tv. På tv har hon även haft huvudroller i serierna Slangebæreren (2005) efter Unni Lindells roman och Hjem (2012).
Kruse har också gjort konserter med Kringkastingsorkesteret, Oslo Filharmoniske Orkester och Göteborg Symphonic Band.